# Svartnäbbad vimpelkolibri
Svartnäbbad vimpelkolibri (Trochilus scitulus) är en fågel i familjen kolibrier.

## Utbredning och systematik
Svartnäbbad vimpelkolibri återfinns på Jamaica. Den betraktades tidigare ofta som underart till Trochilus polytmus.

## Status
Arten har ett begränsat utbredningsområde och beståndsutvecklingen är oklar. Den tros dock inte vara utsatt för något hot.
IUCN kategoriserar arten som livskraftig.